# Abyan
Abyan (arabiska: أبين) är en provins i södra Jemen, strax norr om Aden. Den administrativa huvudorten är Zinjibar. Provinsen har 433 819 invånare och en yta på 16 450 km².

## Distrikt
- Ahwar
- Jayshan
- Khanfir
- Lawdar
- al-Mahfad
- Mudiyah
- Rasad
- Sarar
- Sibah
- al-Wade'a
- Zingibar